# Gandalf Ridge
Gandalf Ridge ist ein vulkanischer Gebirgskamm an der Scott-Küste des ostantarktischen Viktorialands. Er ragt am nordwestlichen Ende des Hurricane Ridge nördlich des Mount Morning auf.
Die Benennung ist dem Spitznamen des Geologen Philip R. Kyle von der Ohio State University entlehnt, der diesen Gebirgskamm im Dezember 1977 erkundete. Der Spitzname wiederum stammt von der Figur des Zauberers Gandalf aus dem Roman Der Herr der Ringe des britischen Schriftstellers J. R. R. Tolkien.